# Jack Palmer (série télévisée d'animation)
 Jack Palmer ou le détective malgré lui est une série télévisée d'animation française en 31 épisodes de 2 minutes, adaptée de la bande dessinée de René Pétillon et diffusée à partir du 3 décembre 2001 sur Canal+.

## Synopsis
Cette série est une adaptation de la série de bande dessinée autour du personnage de Jack Palmer imaginé par René Pétillon en 1974.
Jack Palmer est un détective privé à la silhouette débonnaire. Ses enquêtes se révèlent souvent d'une brulante actualité et semblent lui échapper. Cependant, son désir de bien faire est tel que les masques tombent.

## Voix françaises
- Thierry Kazazian
- Jean-Claude Donda
- Danièle Hazan
- Michel Vigné

## Fiche Technique
- Nom original : Jack Palmer ou le détective malgré lui
- Réalisation : Jacky Bretaudeau, Luc Vinciguerra, René Pétillon
- Auteur BD : René Pétillon
- Scénaristes : Claude Prothée
- Origine :  France
- Maisons de production : Les Cartooneurs Associés, Canal+, Hyphen Films Ltd.

## Épisodes
1. Asile
2. La Journaliste
3. Palmer perd ses clefs
4. La Pantoufle
5. Recherche dans l'intérêt des familles
6. Palmer à la poste
7. Les Imposteurs
8. Les Gogos
9. Contrôle fiscal
10. Scène estivale
11. L'amour fou
12. Le Détective nouveau est arrivé
13. Paparazzis
14. L'homéopathie
15. Jack Palmer s'habille
16. L'affaire Lemoux
17. Palmer agent recenseur
18. Filature
19. Permanence électorale
20. Palmer fait les vendanges
21. Le chanteur de Mexico
22. Une affaire soignée
23. Palmer réveillonne
24. Les vacances de Palmer
25. Murder party
26. Déontologie
27. Live aid
28. La vérité sur l'assassinat de Kennedy